# Пакіцет

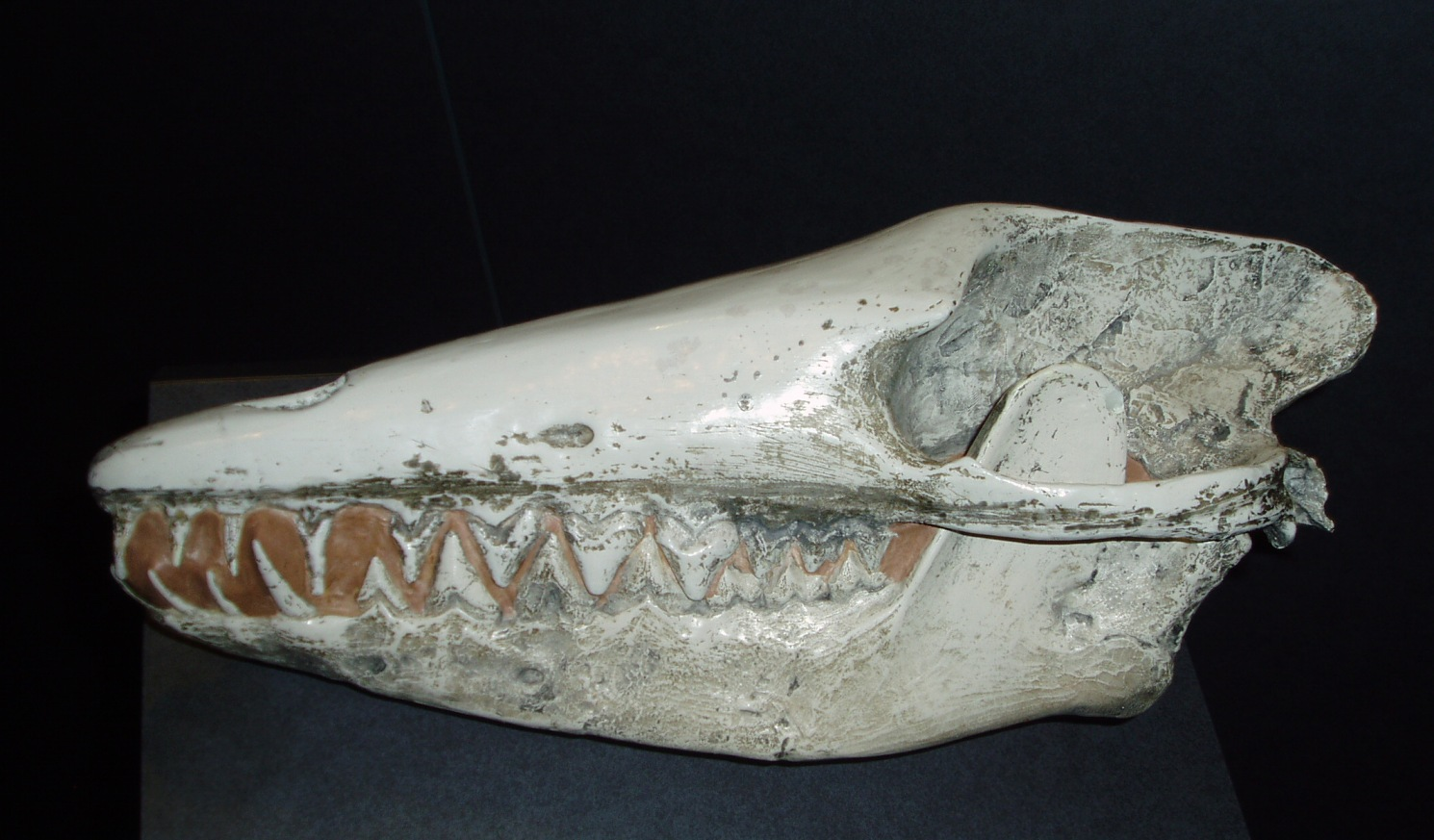
Череп пакіцета

Пакіцет (лат. Pakicetus, «пакистанський кит») — вимерлий хижий ссавець, що відноситься до археоцетів. Один з найдавніших з нині відомих попередників сучасного кита, що жив приблизно 48 млн років тому і пристосувався до перших спроб пошуку їжі у воді.
Pakicetus inachus датується пізнім іпром, але деякі експерти визнають, що він може датуватися раннім лютетом. Цей первісний «кит» залишався ще земноводним, як сучасний тюлень. Являє собою тонконогого звіра з крихітними копитцями на пальцях. Мав потужні щелепи, близько посаджені очі та м'язистий хвіст. Жив неподалік водойм.

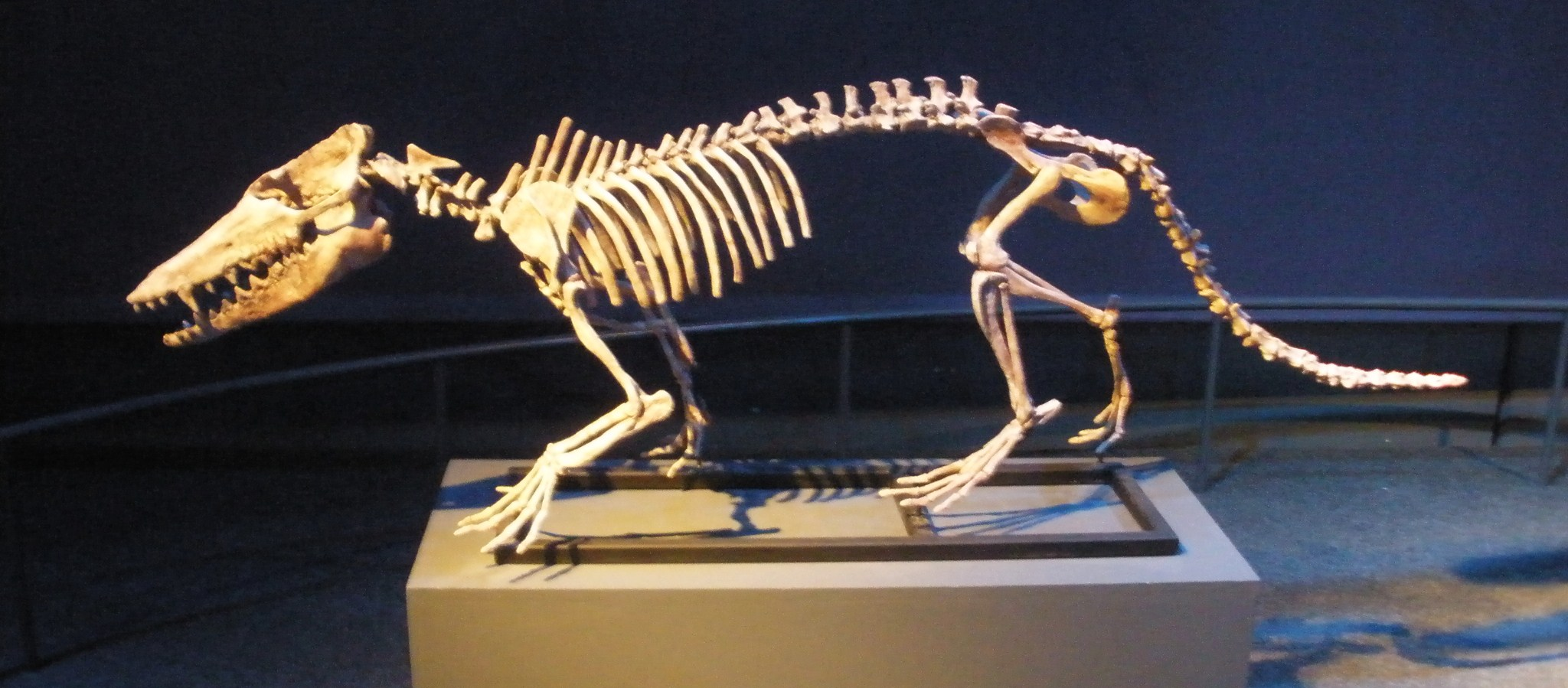
Скелет пакіцета

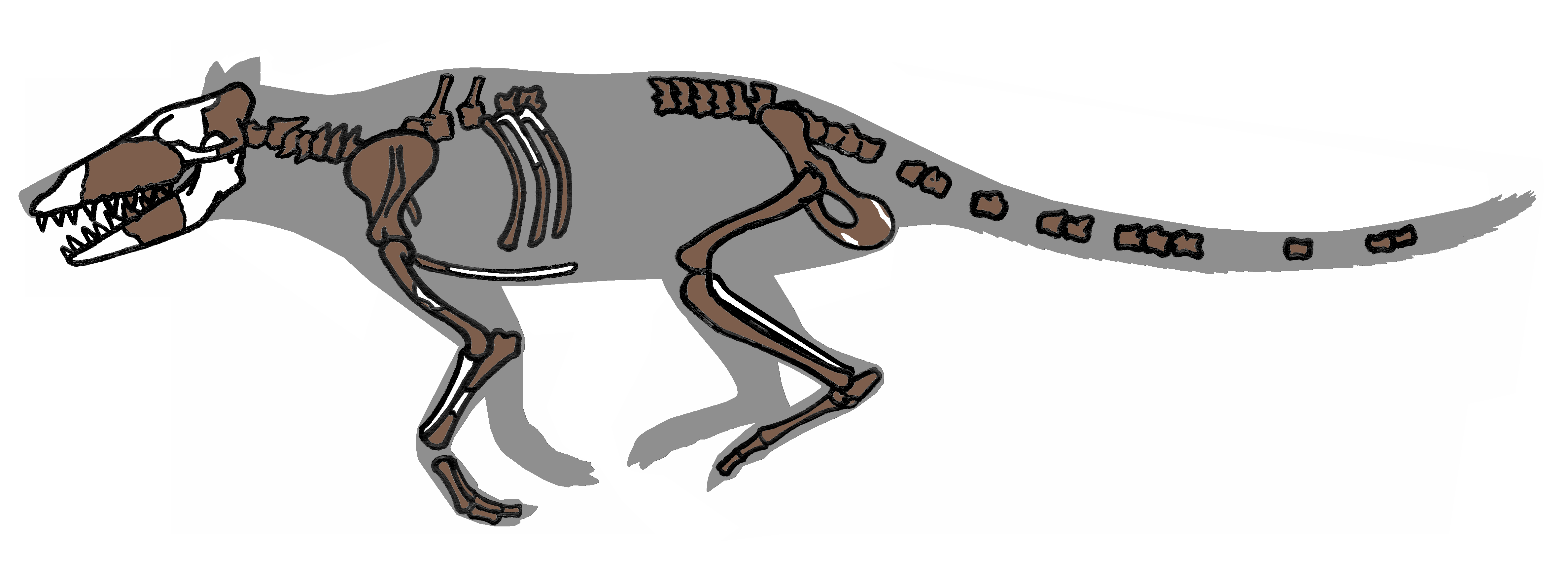
Викопні рештки Pakicetus (за: Thewissen et al., 2001)

Основною особливістю пакіцета є те, що його гомілкові кістки найбільше нагадують кістки свиней, овець і бегемотів. Черепні ж кістки дуже схожі на аналогічні кістки китів.
Американський палеонтолог Ханс Тевіссена з Огайського університету відшукав череп, що нагадував своєю формою череп кита, а також фрагменти хребта та ніг (формація Кулдана з Пакистану).
Пакіцетиди — це найдавніші з усіх відомих археоцетів. Крім пакіцета, ця родина включала іхтіолестеса (Пакистан, початок еоцену) і налацета (також близький родич пакіцета, розміром приблизно з вовка).